# تهجين موضعي متألق
التهجين الموضعي المتألق (بالإنجليزية: Fluorescent in situ hybridization)‏ هو تقنية خلوية تعتمد فكرة التهجين الموضعي للتحري عن وجود تسلسلات دنوية معينة بغية تشخيص المرض أو متابعة العلاج. يتم استخدام مسبار يحتوي على صبغات متألقة يتم رأيتها باستخدام مجهر متألق في حالة وجود التسلسل الدنوي المطلوب. من بعض الأمراض التي يتم تشخيصها بهذه الطريقة متلازمة داون وأبيضاض الدم.

## معرض صور

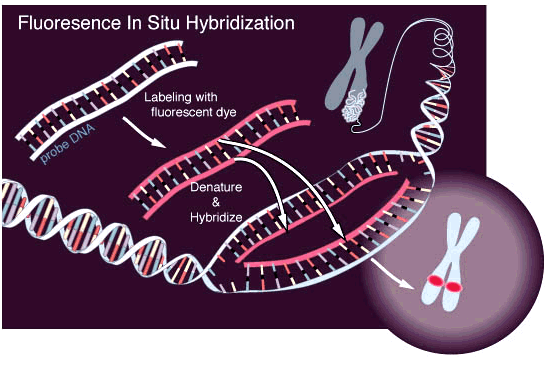
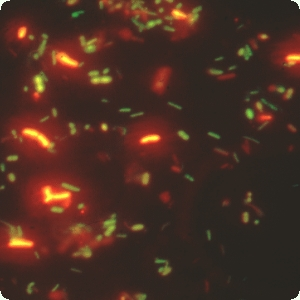
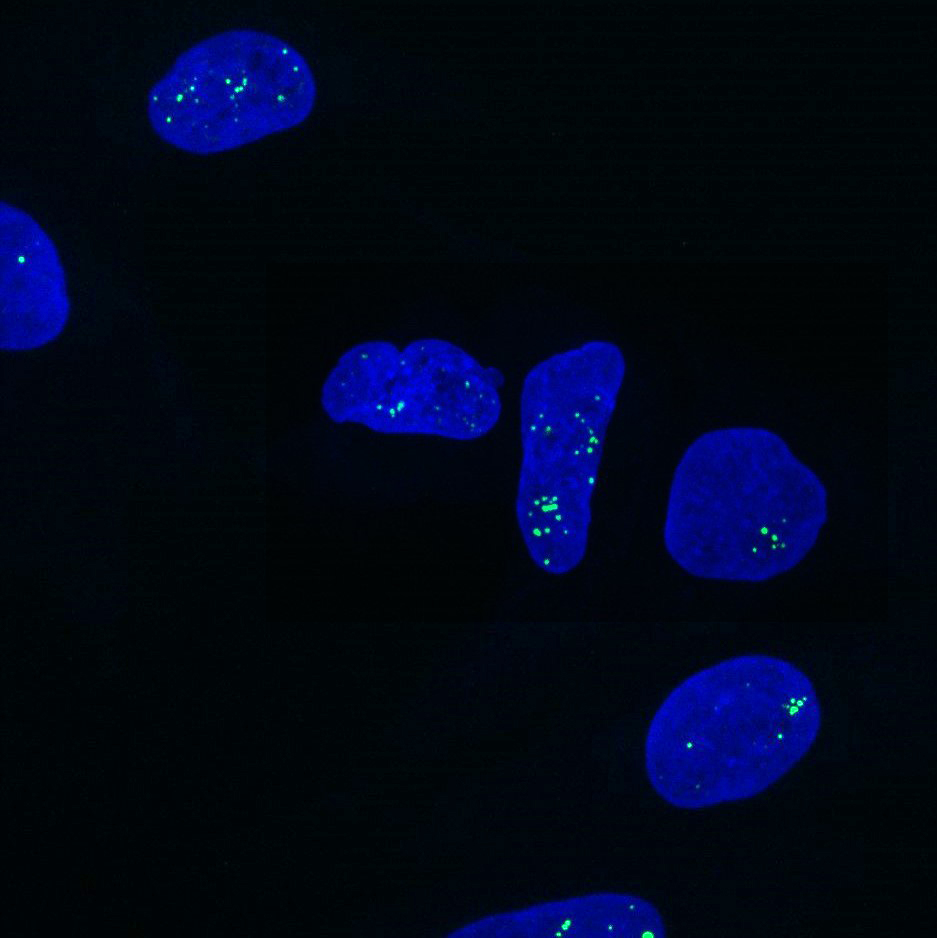
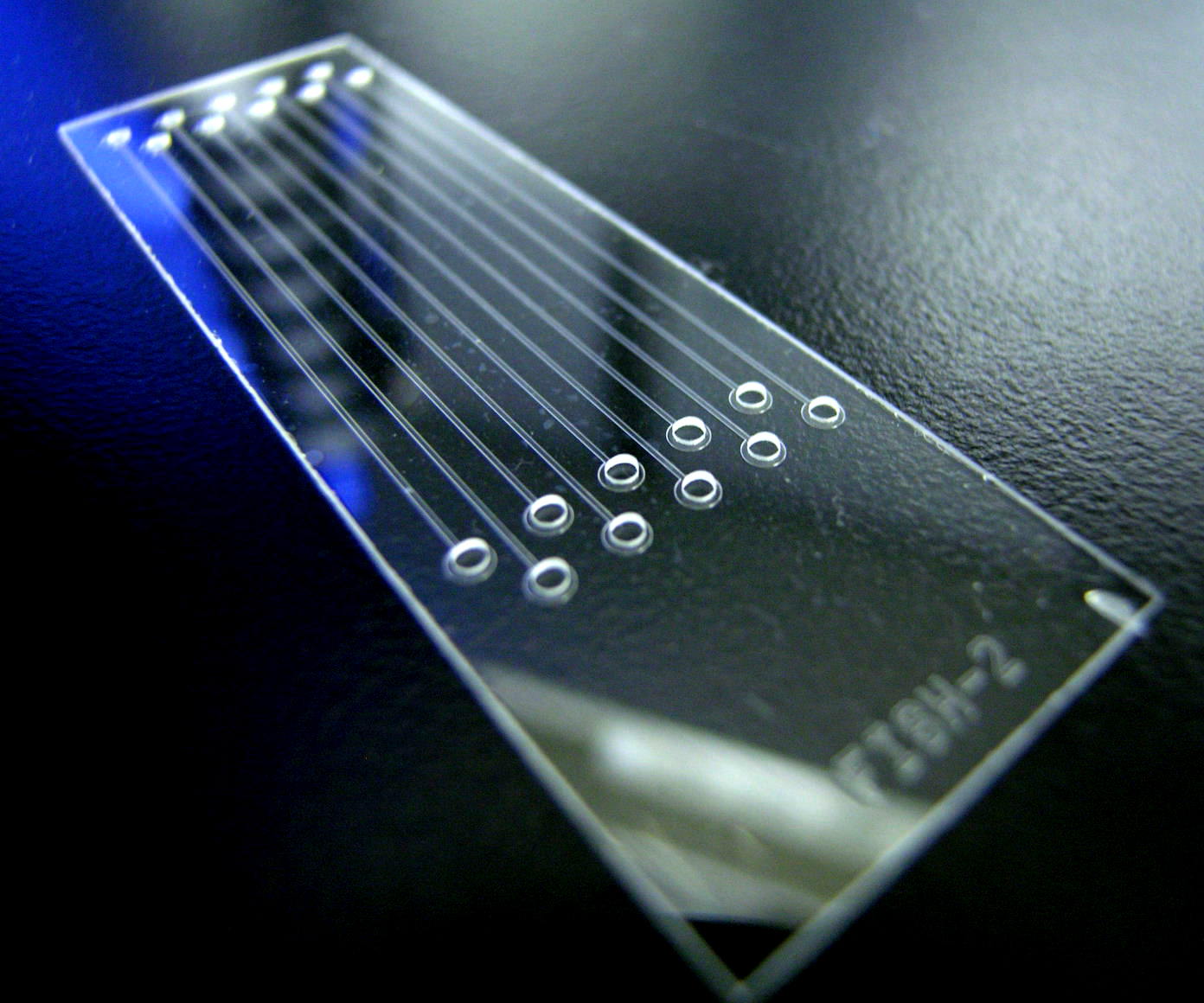